# Liste der Nummer-eins-Hits in Irland (1994)
Dies ist eine Liste der Nummer-eins-Hits in Irland im Jahr 1994. Sie basiert auf den offiziellen Singlecharts in Irland, die im Auftrag der Irish Recorded Music Association (IRMA) erstellt werden. Es gab in diesem Jahr 14 Nummer-eins-Singles und 16 Nummer-eins-Alben.

## Singles
| ← 1993 ← | Liste der Nummer-eins-Hits in Irland | Liste der Nummer-eins-Hits in Irland | Liste der Nummer-eins-Hits in Irland                                                | 1995 →                    |
| \| Zeitraum \| Wo. ges. \| Interpret \| Titel Autor(en) \| Zusätzliche Informationen \| \| (Zeitraum, Wochen auf Platz eins, Interpret, Titel, Autor[en], zusätzliche Informationen) \| \| \| \| \| \| ----------------------------------------------------------------------------------------- \| -------- \| -------------------------------- \| ----------------------------------------------------------------------------------- \| ------------------------- \| \| 19. Dezember 1993 – 13. Januar 1994 4 Wochen \| 4 \| Take That \| Babe Gary Barlow \| – \| \| 14. Januar 1994 – 20. Januar 1994 1 Woche \| 1 \| East 17 \| It’s Alright Anthony Michael Mortimer \| – \| \| 21. Januar 1994 – 10. Februar 1994 3 Wochen \| 3 \| Bryan Adams, Rod Stewart & Sting \| All for Love Bryan Adams, Robert John Lange, Michael Arnold Kamen \| – \| \| 11. Februar 1994 – 17. Februar 1994 1 Woche \| 1 \| Enigma \| Return to Innocence Michael Cretu \| – \| \| 18. Februar 1994 – 24. März 1994 5 Wochen \| 5 \| Mariah Carey \| Without You Thomas Evans, Peter William Ham \| – \| \| 25. März 1994 – 28. April 1994 5 Wochen \| 5 \| Bruce Springsteen \| Streets of Philadelphia Bruce Springsteen \| – \| \| 29. April 1994 – 4. Mai 1994 1 Woche \| 1 \| The Irish World Cup Players Pool \| Watch Your House for Ireland Paul O’Rossi \| – \| \| 5. Mai 1994 – 8. September 1994 18 Wochen \| 18 \| Bill Whelan \| Riverdance William Michael Joseph Whelan \| – \| \| 9. September 1994 – 22. September 1994 2 Wochen \| 2 \| Pérez Prado \| Guaglione Giuseppe Fanciulli \| – \| \| 23. September 1994 – 20. Oktober 1994 4 Wochen (insgesamt 5) \| 5 \| Whigfield \| Saturday Night Alfredo Pignagnoli, Davide Riva \| – \| \| 21. Oktober 1994 – 27. Oktober 1994 1 Woche (insgesamt 5) \| 5 \| Boyzone \| Love Me for a Reason Johnny Bristol, Wade Brown junior, David Henry Jones junior \| – \| \| 28. Oktober 1994 – 3. November 1994 1 Woche (insgesamt 5) \| 5 \| Whigfield \| Saturday Night Alfredo Pignagnoli, Davide Riva \| – \| \| 4. November 1994 – 17. November 1994 2 Wochen \| 2 \| Bon Jovi \| Always Jon Bon Jovi \| – \| \| 18. November 1994 – 15. Dezember 1994 4 Wochen \| 4 \| Dustin feat. Ronnie Drew \| Spanish Lady Traditional \| – \| \| 16. Dezember 1994 – 6. Januar 1995 3 Wochen \| 3 \| East 17 \| Stay Another Day Anthony Michael Mortimer, Dominic Julian Hawken, Robert James Kean \| – \| |                                      |                                      |                                                                                     |                           |
| ← 1993 |                                      |                                      |                                                                                     | → 1995 →                  |
| Zeitraum | Wo. ges.                             | Interpret                            | Titel Autor(en)                                                                     | Zusätzliche Informationen |
| (Zeitraum, Wochen auf Platz eins, Interpret, Titel, Autor[en], zusätzliche Informationen) |                                      |                                      |                                                                                     |                           |
| 19. Dezember 1993 – 13. Januar 1994 4 Wochen | 4                                    | Take That                            | Babe Gary Barlow                                                                    | –                         |
| 14. Januar 1994 – 20. Januar 1994 1 Woche | 1                                    | East 17                              | It’s Alright Anthony Michael Mortimer                                               | –                         |
| 21. Januar 1994 – 10. Februar 1994 3 Wochen | 3                                    | Bryan Adams, Rod Stewart & Sting     | All for Love Bryan Adams, Robert John Lange, Michael Arnold Kamen                   | –                         |
| 11. Februar 1994 – 17. Februar 1994 1 Woche | 1                                    | Enigma                               | Return to Innocence Michael Cretu                                                   | –                         |
| 18. Februar 1994 – 24. März 1994 5 Wochen | 5                                    | Mariah Carey                         | Without You Thomas Evans, Peter William Ham                                         | –                         |
| 25. März 1994 – 28. April 1994 5 Wochen | 5                                    | Bruce Springsteen                    | Streets of Philadelphia Bruce Springsteen                                           | –                         |
| 29. April 1994 – 4. Mai 1994 1 Woche | 1                                    | The Irish World Cup Players Pool     | Watch Your House for Ireland Paul O’Rossi                                           | –                         |
| 5. Mai 1994 – 8. September 1994 18 Wochen | 18                                   | Bill Whelan                          | Riverdance William Michael Joseph Whelan                                            | –                         |
| 9. September 1994 – 22. September 1994 2 Wochen | 2                                    | Pérez Prado                          | Guaglione Giuseppe Fanciulli                                                        | –                         |
| 23. September 1994 – 20. Oktober 1994 4 Wochen (insgesamt 5) | 5                                    | Whigfield                            | Saturday Night Alfredo Pignagnoli, Davide Riva                                      | –                         |
| 21. Oktober 1994 – 27. Oktober 1994 1 Woche (insgesamt 5) | 5                                    | Boyzone                              | Love Me for a Reason Johnny Bristol, Wade Brown junior, David Henry Jones junior    | –                         |
| 28. Oktober 1994 – 3. November 1994 1 Woche (insgesamt 5) | 5                                    | Whigfield                            | Saturday Night Alfredo Pignagnoli, Davide Riva                                      | –                         |
| 4. November 1994 – 17. November 1994 2 Wochen | 2                                    | Bon Jovi                             | Always Jon Bon Jovi                                                                 | –                         |
| 18. November 1994 – 15. Dezember 1994 4 Wochen | 4                                    | Dustin feat. Ronnie Drew             | Spanish Lady Traditional                                                            | –                         |
| 16. Dezember 1994 – 6. Januar 1995 3 Wochen | 3                                    | East 17                              | Stay Another Day Anthony Michael Mortimer, Dominic Julian Hawken, Robert James Kean | –                         |

## Alben
| ← 1993 ← | Liste der Nummer-eins-Hits in Irland | Liste der Nummer-eins-Hits in Irland | Liste der Nummer-eins-Hits in Irland         | 1995 →                    |
| \| Zeitraum \| Wo. ges. \| Interpret \| Titel \| Zusätzliche Informationen \| \| (Zeitraum, Wochen auf Platz eins, Interpret, Titel, zusätzliche Informationen) \| \| \| \| \| \| ------------------------------------------------------------------------------ \| -------- \| ------------------------------ \| -------------------------------------------- \| ------------------------- \| \| 18. November 1993 – 26. Januar 1994 10 Wochen \| 10 \| Bryan Adams \| So Far So Good \| – \| \| 27. Januar 1994 – 2. März 1994 5 Wochen \| 5 \| The Cranberries \| Everybody Else Is Doing It, So Why Can’t We? \| – \| \| 3. März 1994 – 16. März 1994 2 Wochen \| 2 \| Mariah Carey \| Music Box \| – \| \| 17. März 1994 – 6. April 1994 3 Wochen (insgesamt 6) \| 6 \| Frances Black \| Talk to Me \| – \| \| 7. April 1994 – 4. Mai 1994 4 Wochen (insgesamt 7) \| 7 \| Garth Brooks \| No Fences \| – \| \| 5. Mai 1994 – 25. Mai 1994 3 Wochen (insgesamt 6) \| 6 \| Frances Black \| Talk to Me \| – \| \| 26. Mai 1994 – 15. Juni 1994 3 Wochen (insgesamt 7) \| 7 \| Garth Brooks \| No Fences \| – \| \| 16. Juni 1994 – 22. Juni 1994 1 Woche \| 1 \| (Verschiedene Interpreten) \| Dance Hits ’94 Vol. 2 \| – \| \| 23. Juni 1994 – 13. Juli 1994 3 Wochen \| 3 \| (Verschiedene Interpreten) \| Irish Football Songs \| – \| \| 14. Juli 1994 – 3. August 1994 3 Wochen \| 3 \| The Prodigy \| Music for the Jilted Generation \| – \| \| 4. August 1994 – 31. August 1994 4 Wochen \| 4 \| (Verschiedene Interpreten) \| Now That’s What I Call Music 28 \| – \| \| 1. September 1994 – 21. September 1994 3 Wochen \| 3 \| Carreras / Domingo / Pavarotti \| The Three Tenors in Concert \| – \| \| 22. September 1994 – 28. September 1994 1 Woche (insgesamt 7) \| 7 \| Christy Moore \| Live at the Point \| – \| \| 29. September 1994 – 5. Oktober 1994 1 Woche \| 1 \| R.E.M. \| Monster \| – \| \| 6. Oktober 1994 – 16. November 1994 6 Wochen (insgesamt 7) \| 7 \| Christy Moore \| Live at the Point \| – \| \| 17. November 1994 – 23. November 1994 1 Woche \| 1 \| Nirvana \| MTV Unplugged in New York \| – \| \| 24. November 1994 – 7. Dezember 1994 2 Wochen \| 2 \| (Verschiedene Interpreten) \| Now That’s What I Call Music 29 \| – \| \| 8. Dezember 1994 – 14. Dezember 1994 1 Woche \| 1 \| Pearl Jam \| Vitalogy \| – \| \| 15. Dezember 1994 – 27. Januar 1995 6 Wochen (insgesamt 9) \| 9 \| Garth Brooks \| The Hits \| – \| |                                      |                                      |                                              |                           |
| ← 1993 |                                      |                                      |                                              | → 1995 →                  |
| Zeitraum | Wo. ges.                             | Interpret                            | Titel                                        | Zusätzliche Informationen |
| (Zeitraum, Wochen auf Platz eins, Interpret, Titel, zusätzliche Informationen) |                                      |                                      |                                              |                           |
| 18. November 1993 – 26. Januar 1994 10 Wochen | 10                                   | Bryan Adams                          | So Far So Good                               | –                         |
| 27. Januar 1994 – 2. März 1994 5 Wochen | 5                                    | The Cranberries                      | Everybody Else Is Doing It, So Why Can’t We? | –                         |
| 3. März 1994 – 16. März 1994 2 Wochen | 2                                    | Mariah Carey                         | Music Box                                    | –                         |
| 17. März 1994 – 6. April 1994 3 Wochen (insgesamt 6) | 6                                    | Frances Black                        | Talk to Me                                   | –                         |
| 7. April 1994 – 4. Mai 1994 4 Wochen (insgesamt 7) | 7                                    | Garth Brooks                         | No Fences                                    | –                         |
| 5. Mai 1994 – 25. Mai 1994 3 Wochen (insgesamt 6) | 6                                    | Frances Black                        | Talk to Me                                   | –                         |
| 26. Mai 1994 – 15. Juni 1994 3 Wochen (insgesamt 7) | 7                                    | Garth Brooks                         | No Fences                                    | –                         |
| 16. Juni 1994 – 22. Juni 1994 1 Woche | 1                                    | (Verschiedene Interpreten)           | Dance Hits ’94 Vol. 2                        | –                         |
| 23. Juni 1994 – 13. Juli 1994 3 Wochen | 3                                    | (Verschiedene Interpreten)           | Irish Football Songs                         | –                         |
| 14. Juli 1994 – 3. August 1994 3 Wochen | 3                                    | The Prodigy                          | Music for the Jilted Generation              | –                         |
| 4. August 1994 – 31. August 1994 4 Wochen | 4                                    | (Verschiedene Interpreten)           | Now That’s What I Call Music 28              | –                         |
| 1. September 1994 – 21. September 1994 3 Wochen | 3                                    | Carreras / Domingo / Pavarotti       | The Three Tenors in Concert                  | –                         |
| 22. September 1994 – 28. September 1994 1 Woche (insgesamt 7) | 7                                    | Christy Moore                        | Live at the Point                            | –                         |
| 29. September 1994 – 5. Oktober 1994 1 Woche | 1                                    | R.E.M.                               | Monster                                      | –                         |
| 6. Oktober 1994 – 16. November 1994 6 Wochen (insgesamt 7) | 7                                    | Christy Moore                        | Live at the Point                            | –                         |
| 17. November 1994 – 23. November 1994 1 Woche | 1                                    | Nirvana                              | MTV Unplugged in New York                    | –                         |
| 24. November 1994 – 7. Dezember 1994 2 Wochen | 2                                    | (Verschiedene Interpreten)           | Now That’s What I Call Music 29              | –                         |
| 8. Dezember 1994 – 14. Dezember 1994 1 Woche | 1                                    | Pearl Jam                            | Vitalogy                                     | –                         |
| 15. Dezember 1994 – 27. Januar 1995 6 Wochen (insgesamt 9) | 9                                    | Garth Brooks                         | The Hits                                     | –                         |